# Willem Carel Adrien van Vredenburch
Willem Carel Adrien baron van Vredenburch (Utrecht, 23 april 1866 − 's-Gravenhage, 5 mei 1948) was een Nederlands jurist en lid van de Algemene Rekenkamer.

## Biografie
Van Vredenburch was een lid van de familie Van Vredenburch en een (postume) zoon van mr. Adrien Guillaume baron van Vredenburch (1809-1866), officier van justitie, en Carolina Maria barones van Lijnden tot Sandenburg (1824-1901), dochter van Frederik August Alexander Carel van Lynden van Sandenburg en tot haar huwelijk hofdame van Amalia van Saksen-Weimar-Eisenach, de echtgenote van prins Hendrik.
Gezien het overlijden van zijn vader op 14 februari 1866 verkreeg hij al bij geboorte als enige mannelijke telg van de baronale tak de eerstgeboortetitel van baron, tevens de laatste baron van dit geslacht. Hij trouwde in 1898 met Anna Maria Emelia Cecile Havelaar (1870-1924), lid van de familie Havelaar en dochter van politicus ir. Jacob Petrus Havelaar (1840-1918), en in 1927 met de Hongaarse Henriette Carolina Josefa barones Apór de Al-Tórja (1893-1972), telg uit het geslacht Apór de Al-Tórja en dochter van Gabriel (Gabor) baron Apór de Al-Tórja (1851-1898), Hongaars staatssecretaris van Buitenlandse Zaken; beide huwelijken bleven kinderloos. Hij was een zwager van minister jhr. Titus van Asch van Wijck (1849-1902).
Van Vredenburch slaagde in 1886 voor zijn examen aan het Utrechts Stedelijk Gymnasium. Hij studeerde rechten aan de Universiteit Utrecht waar hij in 1893 zijn doctoraal examen haalde en in 1896 promoveerde op stellingen. In 1894 haalde hij het doctoraal examen, en in 1896 aan dezelfde universiteit promoveerde hij in de staatswetenschappen op De staatsleer van Hegel en hare toepassing. Hij was lid van het Utrechtsch Studenten Corps waarvan hij in 1914 een geschiedenis schreef. Daarna was hij in de jaren 1896 tot 1898 hoofdredacteur van het van 1864 tot 1904 bestaand hebbende Dagblad voor Zuid-Holland en 's-Gravenhage alvorens in dat laatste jaar ambtenaar te worden bij de Pensioenraad voor burgerlijke ambtenaren waar hij in 1910 als secretaris zijn loopbaan beëindigde; hij was in dat laatste jaar ook secretaris van de Militaire Pensioenraad. Van 1915 tot 1919 zetelde hij in de Haagse gemeenteraad, voor de Christelijk-Historische Unie; hij was voor 1912 lid van de Nationaal-Historische Partij waarover hij ook publiceerde (hij stond eerder kandidaat voor de Tweede Kamer). In 1920 werd hij lid van de Algemene Rekenkamer, een ambt dat hij tot en met 1936 zou vervullen.
Van Vredenburch had enkele nevenfuncties, bijvoorbeeld als lid van een staatscommissie. Maar hij zette zich vooral in voor Hongaren en was van 1919 tot 1926 oprichter en lid van het Centraal Comité voor Hongaarse kinderen en in 1939 voorzitter van de Vereniging Nederland-Hongarije; hij publiceerde tevens over de kinderactie voor Hongaarse kinderen in Nederland en over de Hongaren en Hongarije. Vanaf 1939 was hij voorzitter van de Nederlandse Adelsvereniging. Hij was ridder in de Orde van de Nederlandse Leeuw en sinds 1925 doctor honoris causa van de Universiteit van Debrecen.
Mr. dr. W.C.A. baron van Vredenbruch overleed in 1948 op 82-jarige leeftijd.